# Pteralopini
Pteralopini – plemię ssaków z podrodziny Pteropodinae w obrębie rodziny rudawkowatych (Pteropodidae).

## Zasięg występowania
Plemię obejmuje gatunki występujące w południowo-wschodniej Azji i Melanezji.

## Podział systematyczny
Do plemienia należą następujące rodzaje:
- Desmalopex G.S. Miller, 1907 – rudawnik
- Mirimiri K.M. Helgen, 2005 – małpionosek – jedynym przedstawicielem jest Mirimiri acrodonta (J. Edwards Hill & Beckon, 1978) – małpionosek fidżyjski
- Pteralopex O. Thomas, 1888 – skrzydłolis